# 斯代罗特

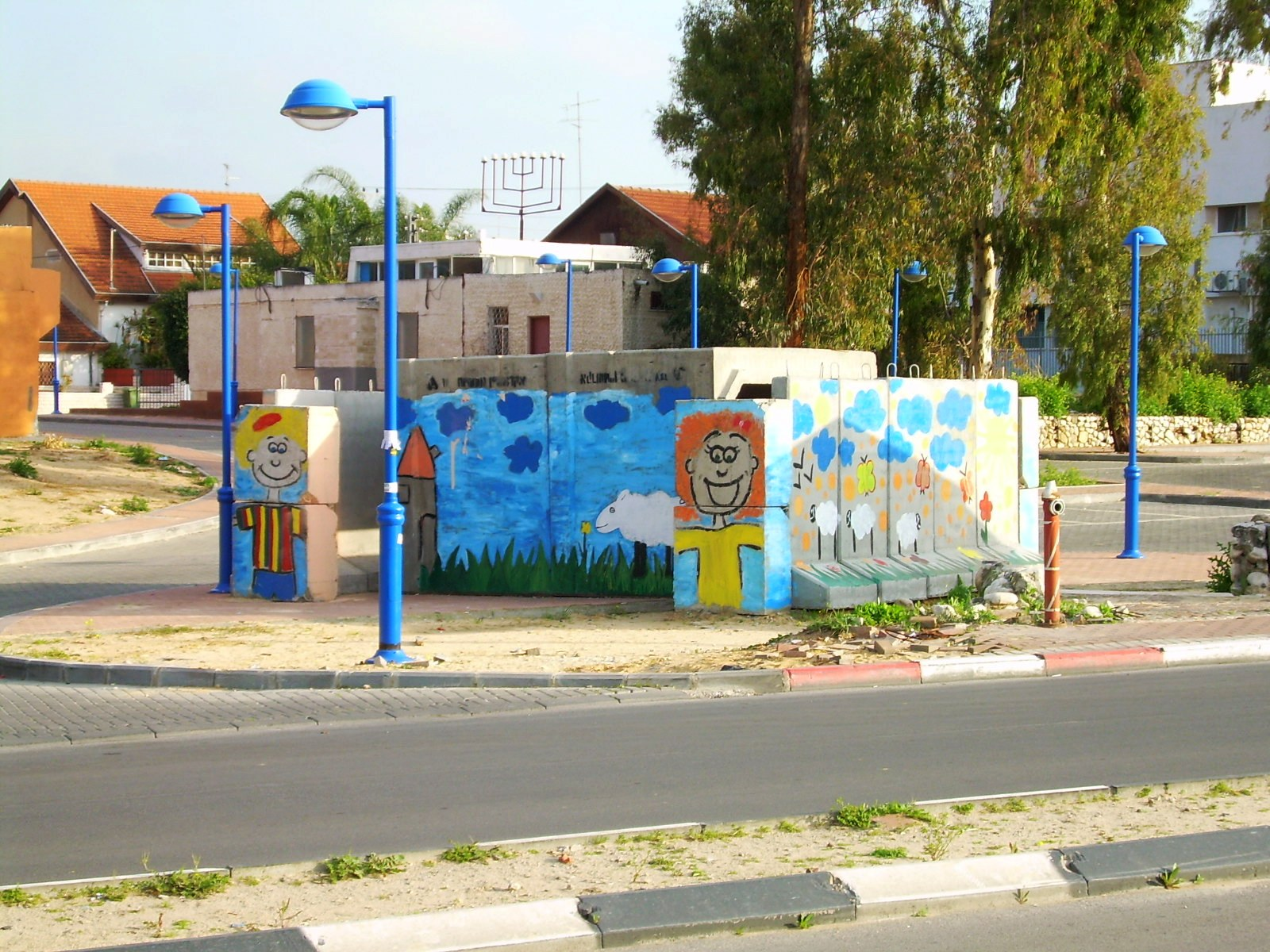

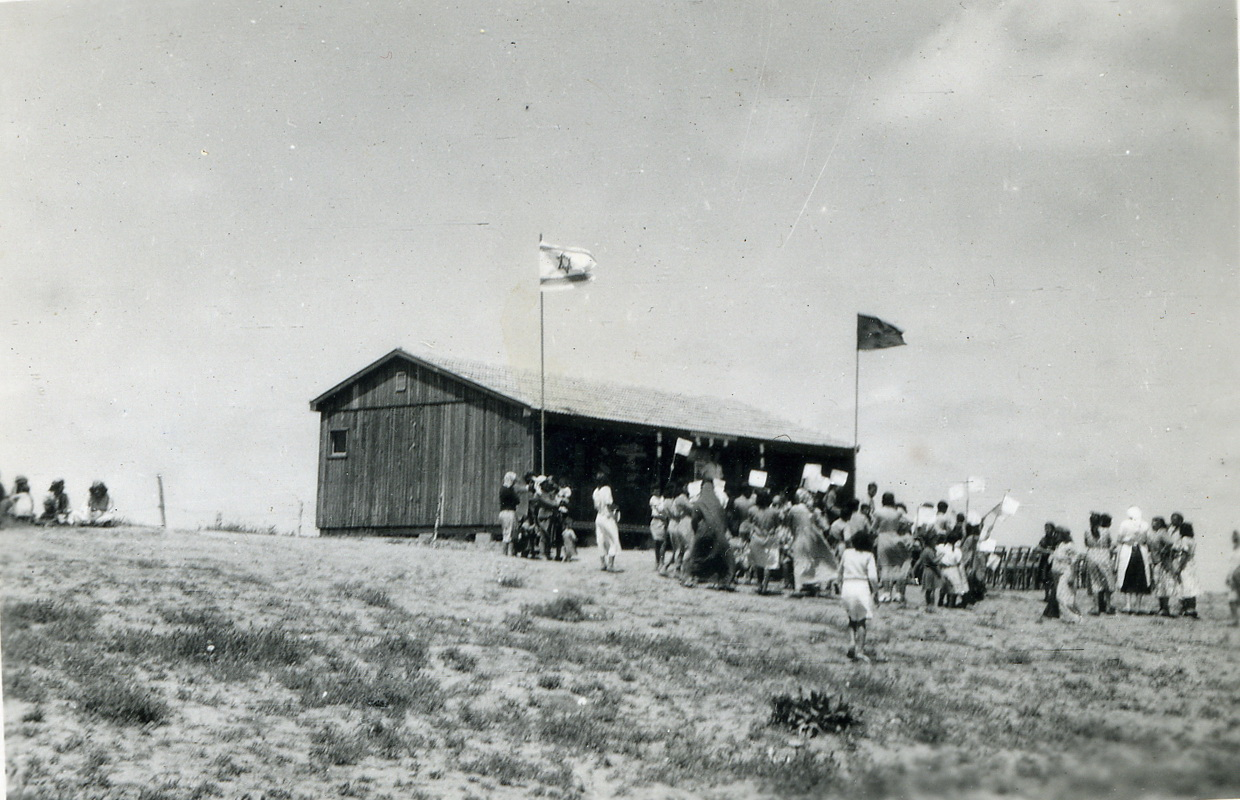

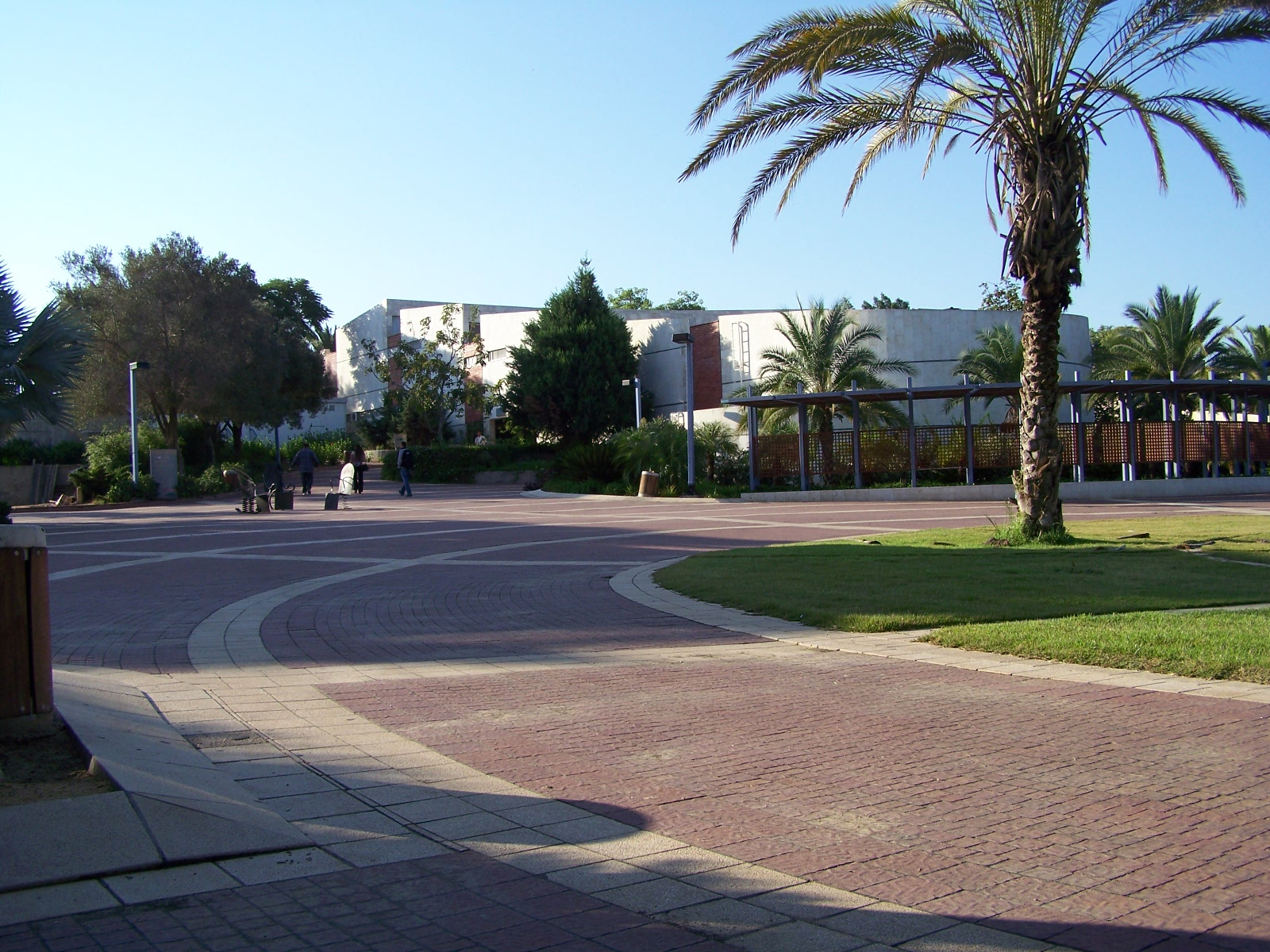

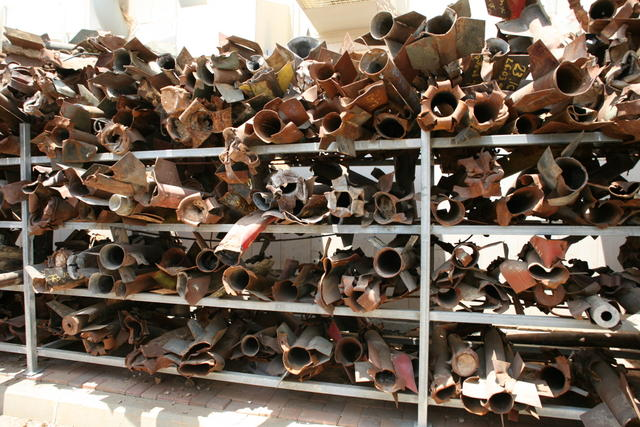

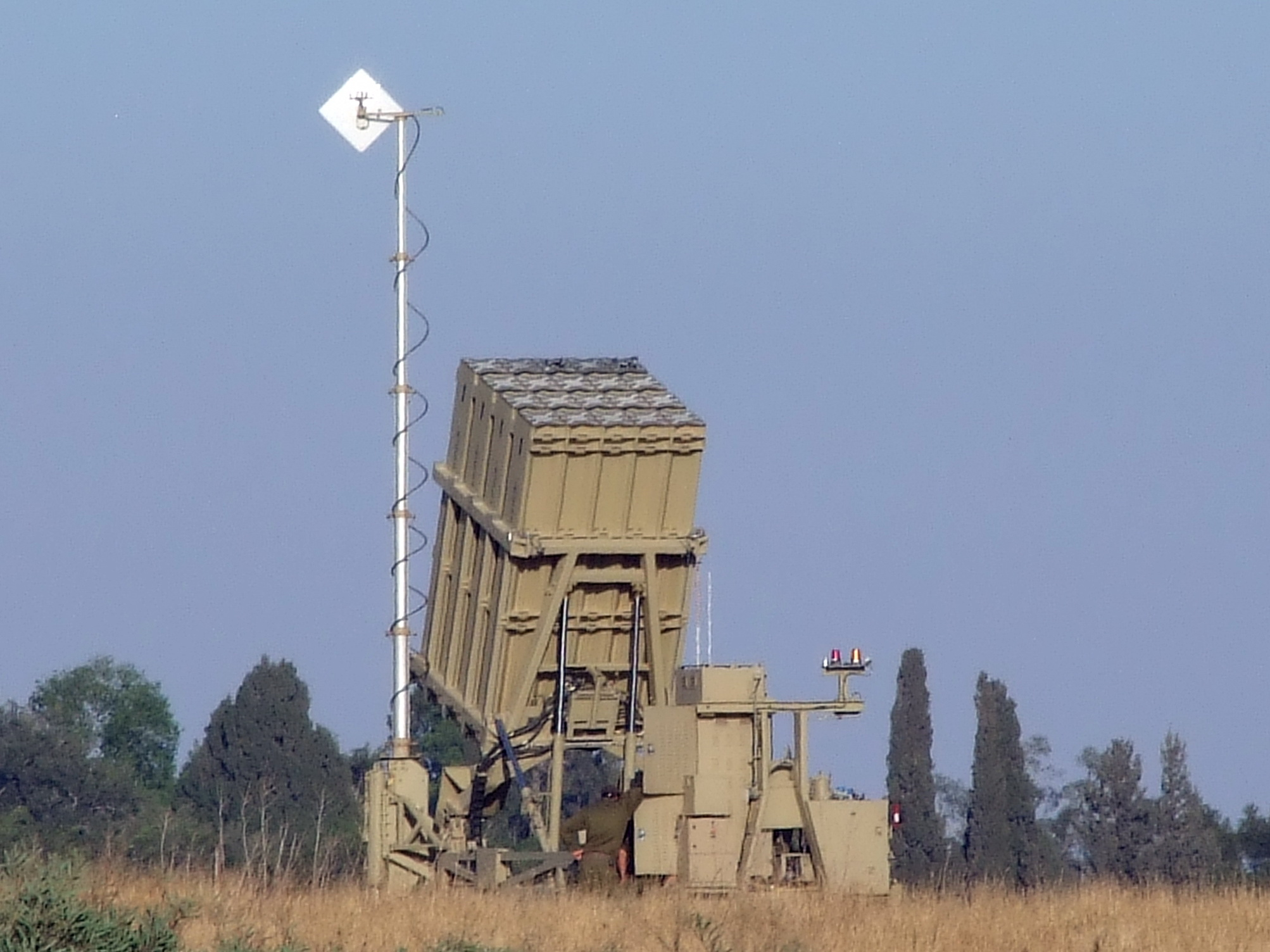

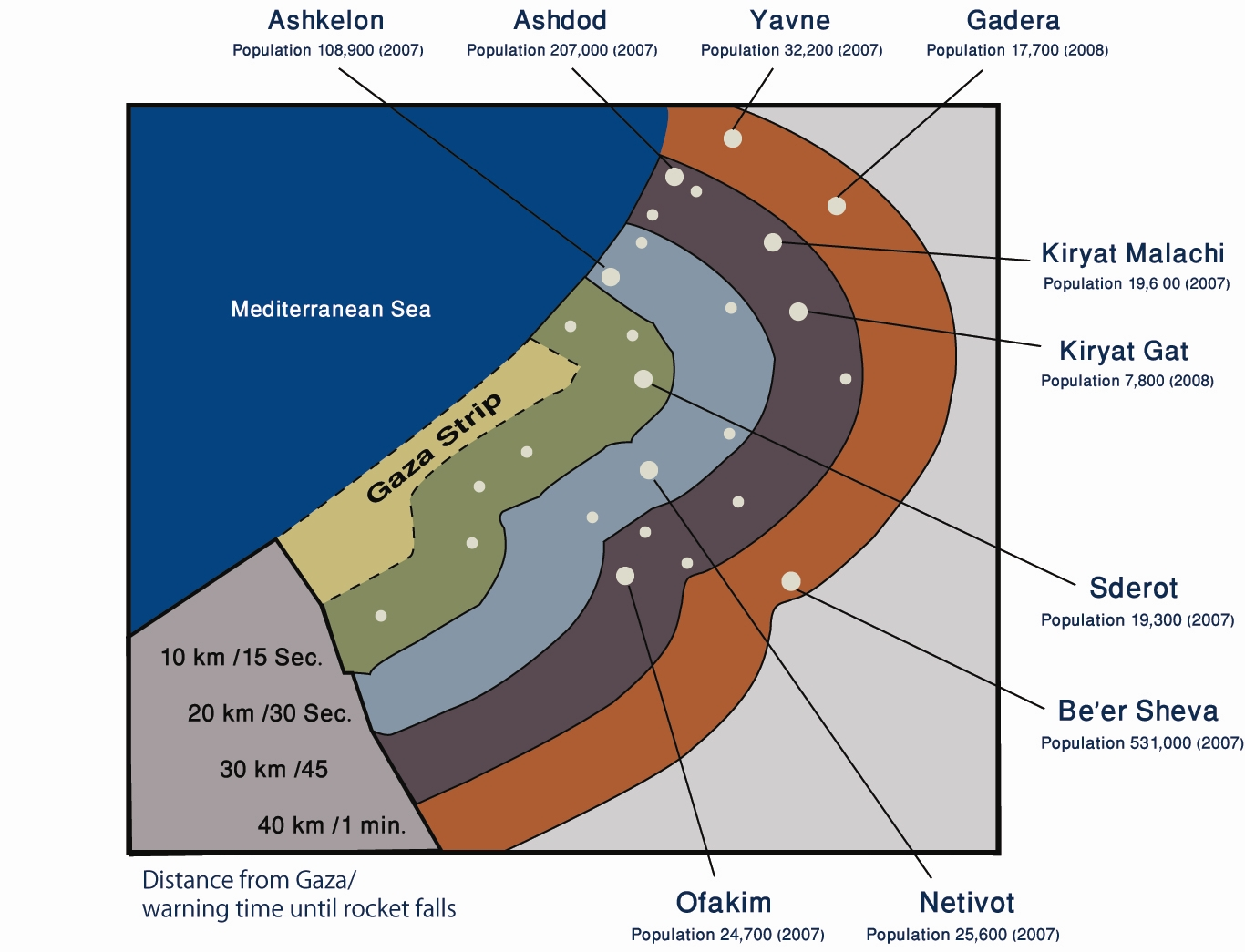

斯代罗特 （發音：[sdeˈʁot]），又译作塞代罗特、斯德罗特，是以色列的城市，位於該國西部，由南部區負責管轄，始建於1951年，原為新發展市鎮，面積4.47平方公里，海拔高度93米，2011年人口約24,000，居民主要信奉猶太教。
斯代罗特距離加沙僅1英里（最近點為840米） ，其作為來自加沙地帶的卡桑火箭襲擊主要目標而聞名於世。在2001年至2008年間，巴勒斯坦針對該城市發動的火箭襲擊使到13人死亡，多人受傷，並造成過百萬元的經濟損失，深深地影響居民日常生活。即使火箭襲擊行動在2008年加沙戰爭後平息，但斯代罗特在其後的時間仍然受到數次火箭襲擊。

## 外部連結
- Documenting life in Sderot project[永久]
- Sderot Media Center （页面存档备份，存于）
- The Other Voice （页面存档备份，存于）
- Humanitarian aid organization in Sderot （页面存档备份，存于）
- Sderot; The Movie （页面存档备份，存于）
- sderot portal-hebrew （页面存档备份，存于）
- Sderot Information Center for the Western Negev （页面存档备份，存于）
- The committee for a secure Sderot （页面存档备份，存于）
- Sderot in The Washington Post （页面存档备份，存于）
- SDEROT JOURNAL An Israeli Playground, Fortified Against Rockets （页面存档备份，存于）